# Nauzet Pérez
Cecilio Nauzet Pérez González (Las Palmas, 1 de março de 1985) é um futebolista profissional espanhol que atua como goleiro.

## Carreira
Nauzet Pérez começou a carreira no UD Las Palmas.